# کوه‌های گائولیگونگ

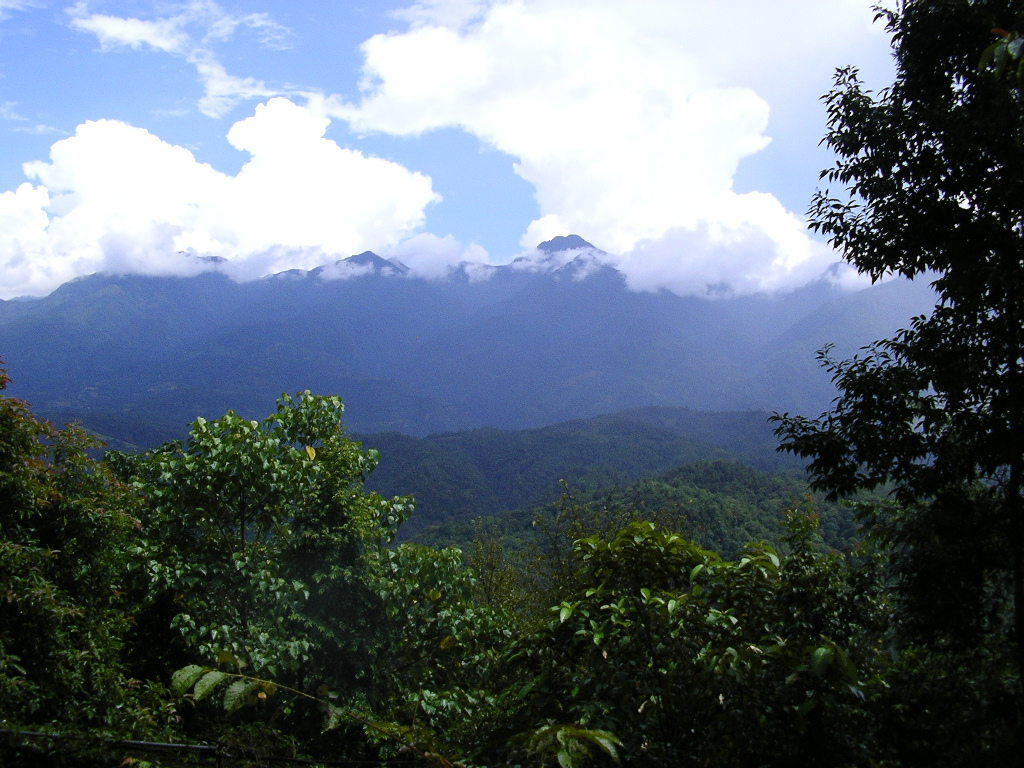
کوه‌های گائولیگونگ

کوه‌های گائولیگونگ (انگلیسی: Gaoligong Mountains)(چینی: 高黎贡山; پین‌یین: Gāolígòng Shān) یک زیررشته‌کوهی از بخش جنوبی رشته‌کوه هِنگدوان هستند که در ارتفاعات غربی استان یوننان واقع شده‌اند و مرز بین جنوب غربی چین و شمال میانمار (برمه) را در بر می‌گیرند.

## جغرافیا
کوه‌های گائولیگونگ در امتداد کرانه غربی رود سالوین قرار دارند و از شهرستان گونگشان تا ولایت خودمختار دهونگ دای و جینگپو امتداد می‌یابند که مسافتی حدود ۵۰۰ کیلومتر (۳۱۰ مایل) است. این کوه‌ها به عنوان خط‌الرأس بین رودخانه‌های نوجیانگ (سالوین) و رود ایراوادی عمل می‌کنند. بلندترین قله این رشته‌کوه، قله گا هر (嘎普) با ارتفاع ۵٬۱۲۸ متر (۱۶٬۸۲۴ فوت) از سطح دریا است. این کوه‌ها از تنوع زیستی فوق‌العاده‌ای برخوردار هستند.
این کوه‌ها دارای پنج منطقه اکولوژیکی هستند:
- جنگل‌های آلپینی مخروطیان و مخلوط دره نوجیانگ لانکانگ
- مراتع و بوته‌زارهای آلپینی هیمالیا شرقی
- جنگل‌های معتدله مثلث شمالی
- جنگل‌های جنب‌حاره‌ای مثلث شمالی
- جنگل‌های مرطوب جنب‌حاره‌ای هندوچین شمالی

## ذخیره‌گاه ملی طبیعت کوه گائولیگونگ
ذخیره‌گاه ملی طبیعت کوه گائولیگونگ از سه بخش مجزا تشکیل شده است.
یک بخش از این ذخیره‌گاه در قسمت جنوبی-مرکزی این رشته‌کوه قرار دارد و مساحتی بالغ بر ۱۲۰٬۰۰۰ هکتار (۳۰۰٬۰۰۰ جریب فرنگی) را پوشش می‌دهد. این بخش حدود ۹ کیلومتر (۵٫۶ مایل) عرض دارد و تقریباً ۱۳۵ کیلومتر (۸۴ مایل) از شمال به جنوب امتداد دارد و بخش‌هایی از شهرستان لوشویی، استان باوشان و شهرستان تنگچونگ را در بر می‌گیرد.
بخش دیگر این ذخیره‌گاه، منطقه دولونگجیان است که در غرب گونگشان قرار دارد و محل سکونت مردم درونگ است.
بلندترین قله در این ذخیره‌گاه، قله وونا با ارتفاع ۳٬۹۱۶ متر (۱۲٬۸۴۸ فوت) است.

## تاریخچه حفاظت
در سال ۱۹۸۳، ذخیره‌گاه ملی طبیعت کوه گائولیگونگ تأسیس شد و در سال ۱۹۹۲، صندوق جهانی طبیعت آن را به عنوان یک منطقه حفاظت‌شده درجه A معرفی کرد. در سال ۲۰۰۰، یونسکو آن را به عنوان عضوی از شبکه ذخیره‌گاه‌های زیست‌کره پذیرفت.
این ذخیره‌گاه بخشی از مناطق حفاظت‌شده یوننان است که در سال ۲۰۰۳ تأسیس شد و به عنوان یک میراث جهانی شناخته می‌شود.